# 三浦八水
三浦 八水 （みうら はっすい、1930年1月23日 - 1996年10月22日）は、日本の政治家。参議院議員（1期）。

## 来歴
現在の熊本県山鹿市出身。熊本県立中学済々黌卒業。
1950年、熊本家庭裁判所委託少年補導所「愛隣園」創設。熊本県議会議員3期を経て1979年、三善信二の死去に伴う第11回参議院議員通常選挙熊本県選挙区補欠選挙で初当選。1982年、参議院農林水産委員会委員。
この他、熊本県果実連を創設して同会長を務めた。
1996年、農協運動への功績を讃えて農協人文化賞受賞。同年10月22日、慢性腎不全のため熊本県熊本市の済生会熊本病院で死去、66歳。死没日をもって勲三等瑞宝章追贈、正五位に叙される。

## 家族
- 子 - 三浦一水（元参議院議員）。